# (73669) 1981 WL2
1981 دابليو أل 2 (ويعرف أيضًا باسم (73669) 1981 دابليو أل 2 وفق تسمية الكوكب الصغير) (بالإنجليزية: 1981 WL2)‏ هو كويكب ضمن حزام الكويكبات؛ وترتيبه 73669 من حيث الاكتشاف.
اكتُشف هذا الجُرم الفلكي بواسطة تشارلز كوال في 25 نوفمبر 1981.

## وصلات خارجية
- (73669) 1981 WL2 في قاعدة بيانات مختبر الدفع النفاث لأجرام النظام الشمسي الصغيرة

- الاكتشاف · مخطط المدار ·  العناصر المدارية · المعلمات المادية

- (73669) 1981 WL2 على موقع ويكي سكاي: DSS2, SDSS, GALEX, IRAS, Hydrogen α, X-Ray, Astrophoto, Sky Map, Articles and images